# Sud-Ouest SO.6000 Triton
Sud-Ouest SO.6000 Triton – pierwszy francuski samolot z napędem odrzutowym. Zaprojektowany jeszcze podczas trwania okupacji hitlerowskiej pod kierunkiem inżyniera Luciena Servanty, w swój pierwszy lot wzbił się już po zakończeniu wojny. Wybudowano pięć maszyn prototypowych, samolot nigdy nie wszedł do produkcji seryjnej.

## Historia
Prace nad napędem odrzutowym rozpoczęto we Francji w firmie Société Rateau jeszcze przed rozpoczęciem II wojny światowej w 1939 roku. Po zajęciu Francji przez niemiecką armię pracę nad silnikiem nadal był kontynuowane w tajemnicy przed niemieckim okupantem. Postęp prac był na tyle duży, że w 1943 roku postanowiono rozpocząć projektowanie samolotu, który mógłby być napędzany mającym powstać silnikiem. Prace rozpoczęto w wytwórni SNCASO (Société nationale des constructions aéronautiques du sud-ouest) znanej w skrócie jako Sud-Ouest. Oczywiście wszystkie prace związane z nowym samolotem również odbywały się w tajemnicy. Początkowo samolot miał spełniać jedynie zadania latającej hamowni, na której wykonywano by testy silnika odrzutowego. Jednak w toku dalszego postępu prac, nowo projektowana maszyna zaczęła przybierać kształty samolotu szkolno treningowego, na którym można by szkolić pilotów samolotów odrzutowych. Ten brak zdecydowania zaowocował bardzo niecodziennym wyglądem samolotu, odbiegającym od innych pionierskich konstrukcji z tego okresu. Pierwszy prototyp maszyny, nazwanej SO. 6000 Triton powstał już po zakończeniu wojny. Oblot prototypu odbył się 11 listopada 1946 roku. Za sterami Tritona siedział pilot oblatywacz Daniel Rastel. Jako że francuski silnik odrzutowy Rateau-Anxionnaz GTS-65 nigdy nie został dopracowany w takim stopniu aby można go było użyć w normalnej eksploatacji, użyto poniemieckiego silnika Junkers Jumo 004B-2. W kolejnych prototypach postanowiono użyć mocniejszego i bardziej niezawodnego silnika odrzutowego. Początkowo brano pod uwagę brytyjski Rolls-Royce Derwent jednak ostatecznie wybór padł na Rolls-Royce Nene o ciągu 22 kN, którego licencyjną produkcję rozpoczęto właśnie we francuskich zakładach Hispano-Suiza pod oznaczeniem Nene 101. Drugi prototyp został przeznaczony do badań prowadzonych na ziemi. Następne trzy samoloty, napędzane były już silnikiem Rolls-Royce Nene, pierwszy z nich wzbił się w powietrze 19 marca 1948 roku, kolejny 29 maja 1949 roku. Konstrukcja dalej nie była rozwijana a prototyp numer trzy można do dziś oglądać w Musée de l'Air et de l'Espace w Le Bourget pod Paryżem. W 1949 roku Izrael zwrócił się z prośbą do francuskiego rządu o możliwość zakupienia bojowego samolotu odrzutowego. Francja zaoferowała dwa samoloty, jednym z nich był Triton, który po reaktywacji i uruchomieniu produkcji seryjnej mógłby znaleźć się na wyposażeniu Sił Powietrznych Izraela drugim z nich był Dassault MD 450 Ouragan. Triton został odrzucony przez Izraelczyków a na MD-450 musieli poczekać do 1955 roku.

## Konstrukcja
Triton był dwumiejscowym, całkowicie metalowym średniopłatem napędzanym pojedynczym silnikiem turboodrzutowym z pracującym pokryciem. Płat o obrysie trapezowym z dużym wzniosem i eliptycznymi końcówkami, zaopatrzony w szerokie klapy szczelinowe. Dominującą cechą w wyglądzie samolotu był nieproporcjonalnie duży kadłub o owalnym przekroju i miejscami załogi ustawionymi obok siebie, bardziej przypominający dziób samolotu pasażerskiego niż eksperymentalną konstrukcję. Klasyczne, wolnonośne usterzenie, usterzenie poziome znajdowało się pod dyszą wylotową silnika. Maszyny z silnikami Junkersa miały pojedynczy wlot powietrza umieszczony pod dziobem samolotu. Silnik Nene potrzebował znacznie więcej powietrza, toteż dodano dwa wloty umieszczone po obu stronach kadłuba przed i powyżej krawędzi natarcia skrzydeł. Podwozie trójzespołowe, chowane, przednie, jednokołowe, chowane do tyłu do wnęki w kadłubie, główne, dwa jednokołowe golenie chowane do wnęk w skrzydłach.